# 博登书屋
博登书屋是位于美国纽约的一家出版社，从事中国与世界当下时政、经济、文艺以及文史哲等领域的中、英文著作出版工作。

## 简介
博登书屋成立于2020年，契机是清华大学教授许章润在中国遭封杀，已完成的《戊戌六章》书稿的国内出版计划流产。完成《戊戌六章》出版后，许章润被警方带走。出版团队在纽约顺道成立了博登书屋。成立以来，博登书屋出版的大部分书籍都为中文，少量为英文。销售渠道为亚马逊和谷歌。

## 书籍
- 许章润，《戊戌六章》，2020年[3]
- 王康，《王康纪念文集》，2021年[4]
- 黎安友，《黎安友论中国》，2023年[5]

## 期刊
- 《当代中国评论》季刊[6]